# Ploiaria stehliki
Ploiaria stehliki – gatunek pluskwiaka z podrzędu różnoskrzydłych i rodziny zajadkowatych.

## Taksonomia
Gatunek ten opisany został w 2013 roku przez Davida Rédei i nazwany na cześć heteropterologa Jaroslava L. Stehlíka.

## Opis
Ciało długości 10 do 11 mm, brązowe z jaśniejszymi lecz niekontrastującymi rejonami. Zaoczna część głowy znacznie krótsza niż długość oko i z tyłu ścięta w widoku od góry. Przedplecze 1,1 do 1,2 razy dłuższe niż jego maksymalna szerokość. Samce i samice makropteryczne. Odnóża przednie o udach stosunkowo smukłych, opatrzonych u nasady brzusznej strony w małą, kanciastą nabrzmiałość. Ponadto opatrzone serią przednio-boczną i tylno-boczną prostych, stosunkowo wąskich kolców wstawionych w małe, brodawkowate guzki nasadowe. Puszka genitalna samca bocznie spłaszczona, stosunkowo krótka, opatrzona stosunkowo krótkim i wąskim kolczastym wyrostkiem środkowym, wyrastającym tylnogrzbietowo.

## Rozprzestrzenienie
Gatunek endemiczny dla Australii, znany wyłącznie z Australii Zachodniej.